# Sanda Belgyan
Sanda Belgyan (n. 17 decembrie 1992, Cluj-Napoca, România) este o alergătoare română specializată în probele de 400 metri și 400 metri garduri.

## Carieră
Prima ei performanță notabilă este medalia de bronz obținută în 2009 la Campionatele Mondiale de Tineret din Bressanone (Italia), în proba de ștafetă mixtă.
Patru ani mai târziu, a reușit să obțină medalia de argint în cadrul probei de ștafetă 4×400 m la Campionatele Europene U23 din Tallinn (Estonia).
Tot în 2013, dar la Jocurile Francofoniei, ștafeta română de 4×400 m s-a clasat pe primul loc al clasamentului, cu un timp de 3 minute și 29,81 de secunde.
Împreună cu Adelina Pastor, Anamaria Ioniță și Andrea Miklos, a obținut calificarea la Jocurile Olimpice din 2016 după ce a obținut locul 8 in finala Campionatului European de la Amsterdam în proba de ștafetă 4×400 m.

## Palmares competițional
| An                   | Competiție                                | Locație                | Loc                  | Eveniment             | Note                 |
| Reprezentând România | Reprezentând România                      | Reprezentând România   | Reprezentând România | Reprezentând România  | Reprezentând România |
| -------------------- | ----------------------------------------- | ---------------------- | -------------------- | --------------------- | -------------------- |
| 2009                 | Campionatele Mondiale de Juniori (sub 18) | Bressanone, Italia     | 9                    | 400 m garduri         | 61,68                |
| 2009                 | Campionatele Mondiale de Juniori (sub 18) | Bressanone, Italia     | 3                    | Ștafetă mixtă         | 2:09,25              |
| 2010                 | Campionatele Mondiale de Juniori          | Moncton, Canada        | 18                   | 400 m garduri         | 61,75                |
| 2010                 | Campionatele Mondiale de Juniori          | Moncton, Canada        | –                    | Ștafetă 4×400 m       | DS                   |
| 2011                 | Campionatele Europene de Juniori (sub 20) | Tallinn, Estonia       | 10                   | 400 m garduri         | 59,15                |
| 2011                 | Campionatele Europene de Juniori (sub 20) | Tallinn, Estonia       | –                    | Ștafetă 4×400 m       | DS                   |
| 2012                 | Campionatele Europene                     | Helsinki, Finlanda     | 16                   | 400 m                 | 53,32                |
| 2012                 | Campionatele Europene                     | Helsinki, Finlanda     | 7                    | Ștafetă 4×400 m       | 3:29,80              |
| 2013                 | Campionatele Europene de Tineret (sub 23) | Tampere, Finlanda      | 10                   | 400 m garduri         | 59,45                |
| 2013                 | Campionatele Europene de Tineret (sub 23) | Tampere, Finlanda      | 2                    | Ștafetă 4×400 m       | 3:30,28              |
| 2013                 | Campionatele Mondiale                     | Moscova, Rusia         | 6                    | Ștafetă 4×400 m       | 3:28,40              |
| 2013                 | Jocurile Francofoniei                     | Nisa, Franța           | 7                    | 400 m garduri         | 59,08                |
| 2013                 | Jocurile Francofoniei                     | Nisa, Franța           | 1                    | Ștafetă 4×400 m       | 3:29,81              |
| 2014                 | Campionatele Mondiale în sală             | Sopot, Polonia         | 7                    | Ștafetă 4×400 m       | 3:38,18              |
| 2015                 | Universiada                               | Gwangju, Coreea de Sud | 8                    | 400 m                 | 53,36                |
| 2015                 | Universiada                               | Gwangju, Coreea de Sud | 15                   | 400 m garduri         | 60,26                |
| 2015                 | Campionatele Mondiale                     | Beijing, China         | 11                   | Ștafetă 4×400 m       | 3:28,60              |
| 2016                 | Campionatele Europene                     | Amsterdam, Olanda      | 15                   | 400 m                 | 54,33                |
| 2016                 | Campionatele Europene                     | Amsterdam, Olanda      | 7                    | Ștafetă 4×400 m       | 3:30,63              |
| 2017                 | Universiada                               | Taipei, Taiwan         | 11                   | 400 m garduri         | 59,50                |
| 2017                 | Universiada                               | Taipei, Taiwan         | 3                    | Ștafetă 4×400 m       | 3:34,16              |
| 2018                 | Campionatele Europene                     | Berlin, Germania       | 22                   | 400 m garduri         | 57,51                |
| 2018                 | Campionatele Europene                     | Berlin, Germania       | 7                    | Ștafetă 4×400 m       | 3:32,15              |
| 2019                 | Jocurile Europene                         | Minsk, Belarus         | 14                   | Ștafetă mixtă 4×400 m | 3:21,68              |

## Recorduri personale
| Probă           | Performanță | Dată              | Locație   |
| --------------- | ----------- | ----------------- | --------- |
| 400 m           | 52,47       | 5 iulie 2012      | București |
| 400 m garduri   | 56,68       | 7 august 2018     | Berlin    |
| 4×400 m         | 3:28,40     | 7 august 2013     | Moscova   |
| 400 m în sală   | 54,15       | 17 februarie 2019 | Istanbul  |
| 4×400 m în sală | 3:38,18     | 8 martie 2014     | Sopot     |